# Незалежність Гонконгу

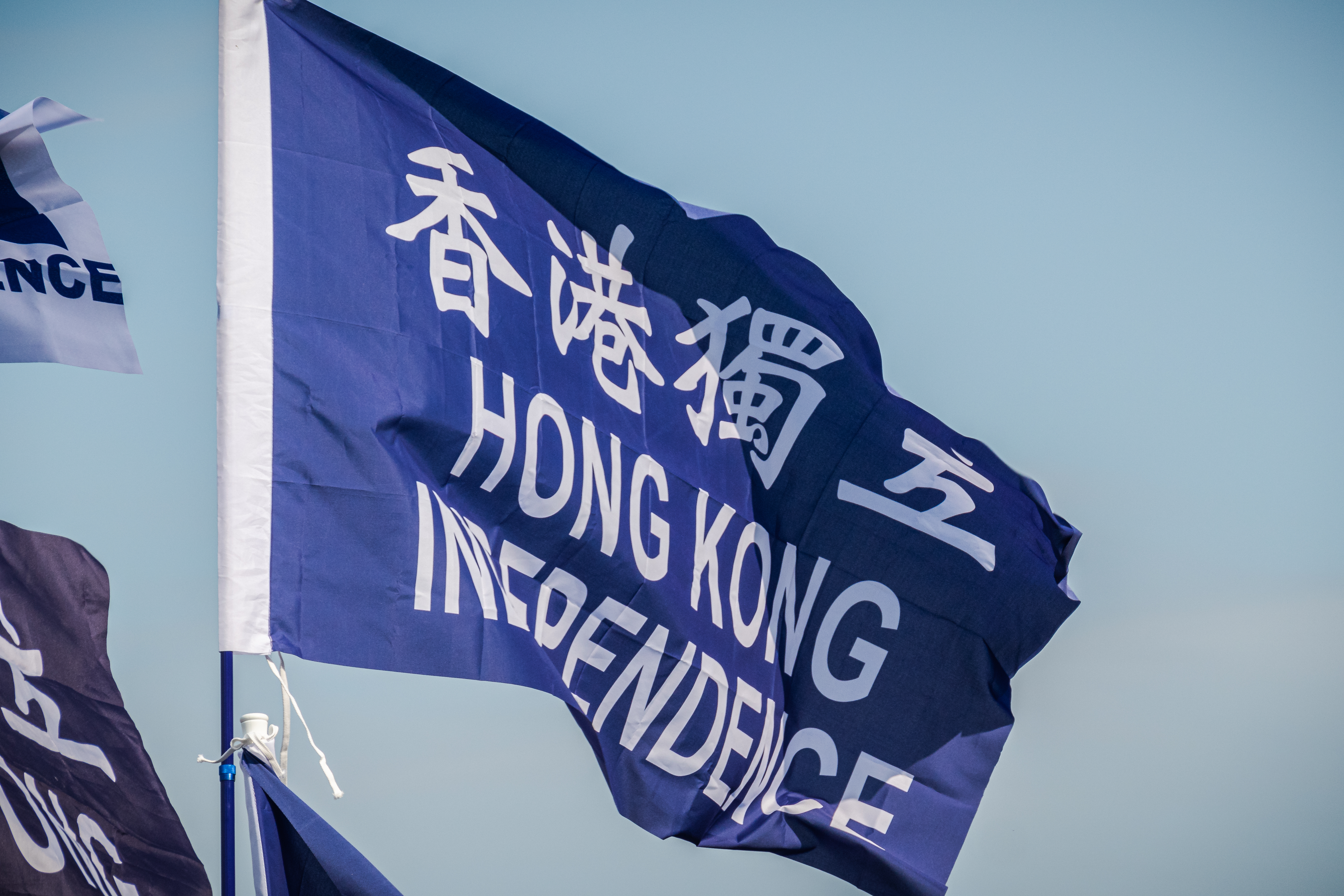
Прапор із надписом «Незалежність Гонконгу» китайською та англійською мовами на протесті у 2020 році

Рух за незалежність Гонконгу (трад. китайська: 香港獨立; англ. Hong Kong independence) — політичний рух, який виступає за надання самостійності і суверенітету Гонконгу. На даний момент місто є особливим адміністративним районом Китайської Народної Республіки, що користується доволі високим ступенем автономії за принципом «одна країна, дві системи». Самоуправління Гонконгу гарантується 2 статтею Основного закону міста, ратифікованого відповідно до спільної китайсько-британської декларації під час його переходу під сувернітет КНР у 1997 році. Однак незважаючи на це, багато мешканців Гонконгу все більше стурбовані зростаючим посяганням комуністичної партії Китаю на самоврядування жителів колишньої британської колонії і нездатністю місцевого уряду забезпечити свободу слова та демократію.
Рух за незалежність Гонконгу набрав нових обертів у 2014—2015 роках після проведення реформи, яка надала жителям Гонконгу загальне виборче право. Щоправда вибирати містянам довелося тільки з числа двох-трьох кандидатів, затверджених лояльними центральним комітетом. Мова йде про процедуру виборів Головного міністра адміністрації — вищої посадової особи регіону, до повноважень якого входить пряме або непряме призначення всіх інших посадових осіб виконавчої та законодавчої влади. Це викликало масові 79-денні мирні демонстрації, які отримали назву «Революція парасольок». На хвилі протестів з'явилося безліч нових політичних груп, які виступають за здобуття незалежності або самовизначення Гонконгу, вважаючи, що принцип «одна країна, дві системи» зазнав невдачі.

## Символіка руху
- Чорний прапор баугінії
- Чорний прапор зав'ялої баугінії, що символізує поразку демократії та свободи слова у Гонконгу
- «Вільний прапор Гонконгу», також відомий як синьо-білий прапор

## Історія
Гонконг потрапив під політичний контроль материкового Китаю лише за династії Цінь, а британцями був вперше окупований в 1841 році. Острів був офіційно переданий Сполученому Королівству як коронна колонія від династії Цін у 1842 році після Першої опіумної війни згідно з умовами Нанкінського договору. Інші частини Гонконгу як Коулун і Нові території були передані назавжди та здані в оренду на 99 років британцям у 1860 році відповідно до Пекінського договору та в 1898 році відповідно до Другого Пекінського договору.
У 1841 році Гонконг став частиною Британської імперії та перебував у її складі близько сімдесяти років.
Під час другої світової війни острів було захоплено японцями. 15 серпня 1945 року Японська імперія капітулювала і територія Гонконгу знову стала частиною Британської імперії.
1997 року Гонконг було передано Китайській народній республіці як спеціальну адміністративну одиницю.

## Аргументи за незалежність Гонконгу
1. Право на самовизначення: люди Гонконгу мають право визначати своє власне майбутнє, як зазначено в Міжнародному пакті про громадянські та політичні права. Гонконг був у списку несамоврядних територій ООН, які мають право отримати незалежність, після чого його скасували через ініціативу материкового Китаю.[7]
2. Відсутність легітимності Спільної китайсько-британської декларації та Основного закону: жителям Гонконгу було заборонено брати участь у процесі переговорів щодо Спільної китайсько-британської декларації про суверенітет Гонконгу в 1980-х роках, і більшість жителів Гонконгу також не брали участь у розробці проєкту Гонконгу.
3. Нерепрезентативність уряду Гонконгу: про-демократи критикують, що голова виконавчої влади Гонконгу обирається виборчим комітетом із 1200 членів, у якому домінує Пекін і який не представляє «загальну волю народу Гонконгу».[8] Приблизно половина місць у Законодавчій раді Гонконгу обирається через торгівельні функціональні виборчі округи з обмеженим електоратом, який також віддає перевагу пропекінським політикам. Уряд Гонконгу часто критикують за те, що він прислухається лише до КПК та діє проти інтересів Гонконгу. Незважаючи на історичні протести у 2014 році, які закликали до справжнього загального виборчого права, уряд Гонконгу відмовився піти на будь-які поступки у виборчій реформі.
4. Посягання Пекіна на автономію Гонконгу: Уряд Китаю критикують за його зростаюче втручання в політичні, економічні та соціальні справи Гонконгу, а також за неспроможність забезпечити демократичні гарантії, обіцяні в статтях 45 і 68 Основного закону Гонконгу. Пекін також піддавався критиці за неодноразове порушення Спільної китайсько-британської декларації та принципу «Одна країна, дві системи», про що свідчить відкрите втручання офісу зв’язку в місцеві вибори, викрадення в Козвей-Бей книготорговців, та інші звинувачення.[9][10]
5. Виразна ідентичність Гонконгу: жителі Гонконгу в більшості розмовляють англійською та кантонською, пишучи традиційними ієрогліфами з сильним впливом західної культури та цінностей, зокрема переконаннями щодо поваги до свободи, прав людини, демократії та верховенства права, які відрізняються від материкового Китаю. Вони також вважають, що ідентичність Гонконгу перебуває під загрозою напливу іммігрантів і туристів з материкового Китаю, а також «політики асиміляції» уряду КПК, включаючи моральне та національне перевиховання. Молоде покоління в Гонконгу дедалі частіше не ідентифікує себе як «китайці», сприймаючи себе або як «гонконгці», або інші.[11]

## Аргументи опозиції незалежності Гонконгу
1. Законність: перша стаття основного закону Гонконгу зазначає, що він є невід'ємною частиною Китаю.
2. Більшість населення Гонконгу є етнічними китайцями і мають з Китаєм багато культурних зв'язків.
3. Вигоди пов'язані з економічним приростом потенціалу Китайської народної республіки.
4. Юридична гарантія високого рівня автономності Гонконгу та Макао, який забезпечується політикою «Одна країни — два режими».
5. Гонконг залежить від постачання ресурсів з материкового Китаю.

## Соцопитування
| Дата соцопитування | Кількість опитаних | Чи повинен Гонконг бути незалежним? | Чи повинен Гонконг бути незалежним? | Джерело |
| Дата соцопитування | Кількість опитаних | Так                                 | Ні                                  | Джерело |
| ------------------ | ------------------ | ----------------------------------- | ----------------------------------- | ------- |
| серпень 2020*      | 1,007              | 19.5%                               | 58.5%                               | HKPORI  |
| 15–18 червня 2020  | 1,002              | 21%                                 | 60%                                 | Reuters |
| 17–20 березня 2020 | 1,001              | 20%                                 | 56%                                 | Reuters |
| 17–20 грудня 2019  | 1,021              | 17%                                 | 68%                                 | Reuters |
| 7 червня 2017      | 1,028              | 11.4%                               | 60.2%                               | CUHK    |
| 17 липня 2016      | 1,010              | 17.4%                               | 57.6%                               | CUHK    |

*опитування здійснене після 30 червня 2020 року, вступу у ефект закону про безпеку Гонконгу, при якому криміналізується підтримка сепаратизму у будь-якому вигляді.